# 沙枣

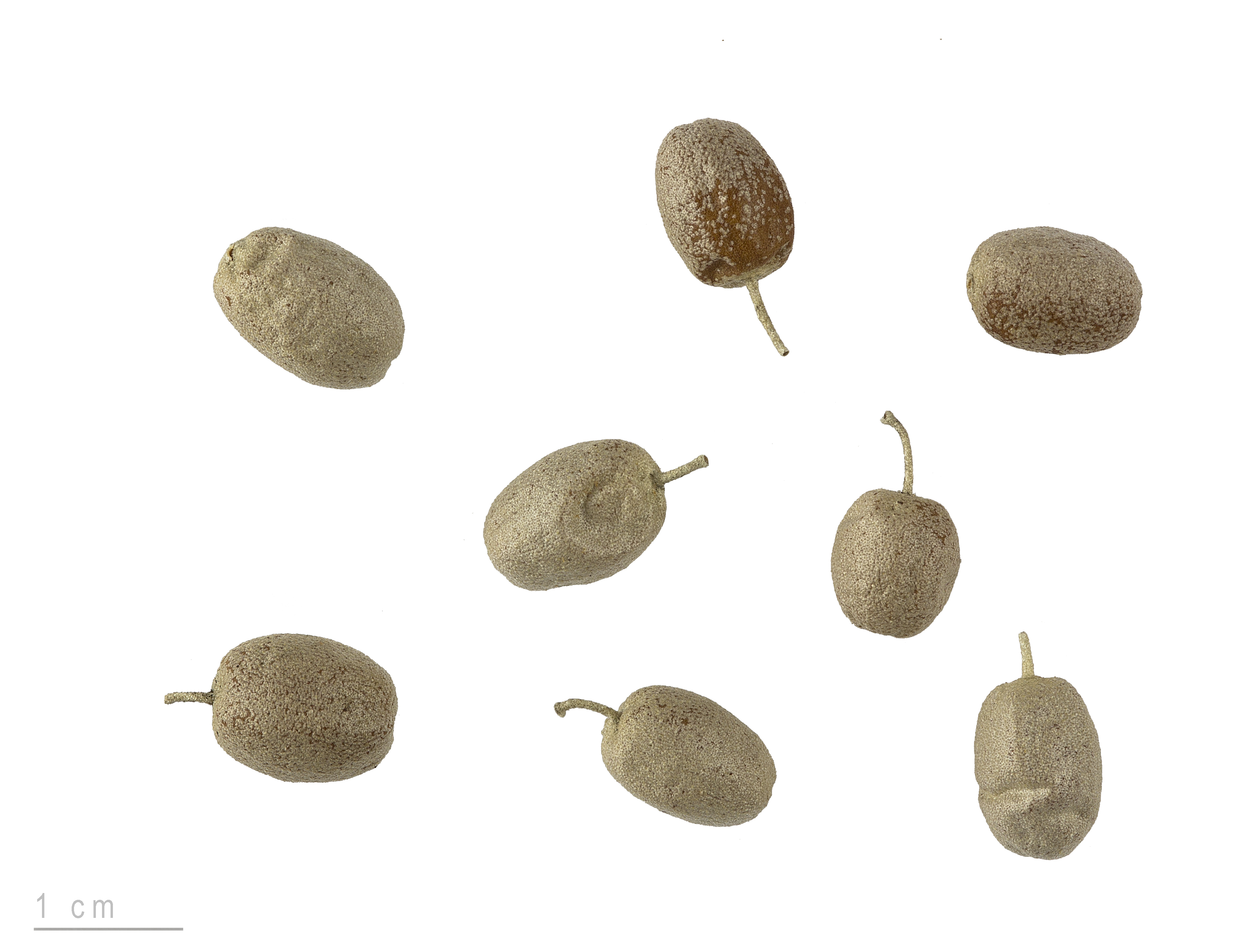
Elaeagnus angustifolia

沙枣（学名：Elaeagnus angustifolia）也称银柳、香柳、桂香柳。常生长在沙漠地区。果实像枣，可食用，故名沙枣。用于水土保持、防沙护林。

## 形态

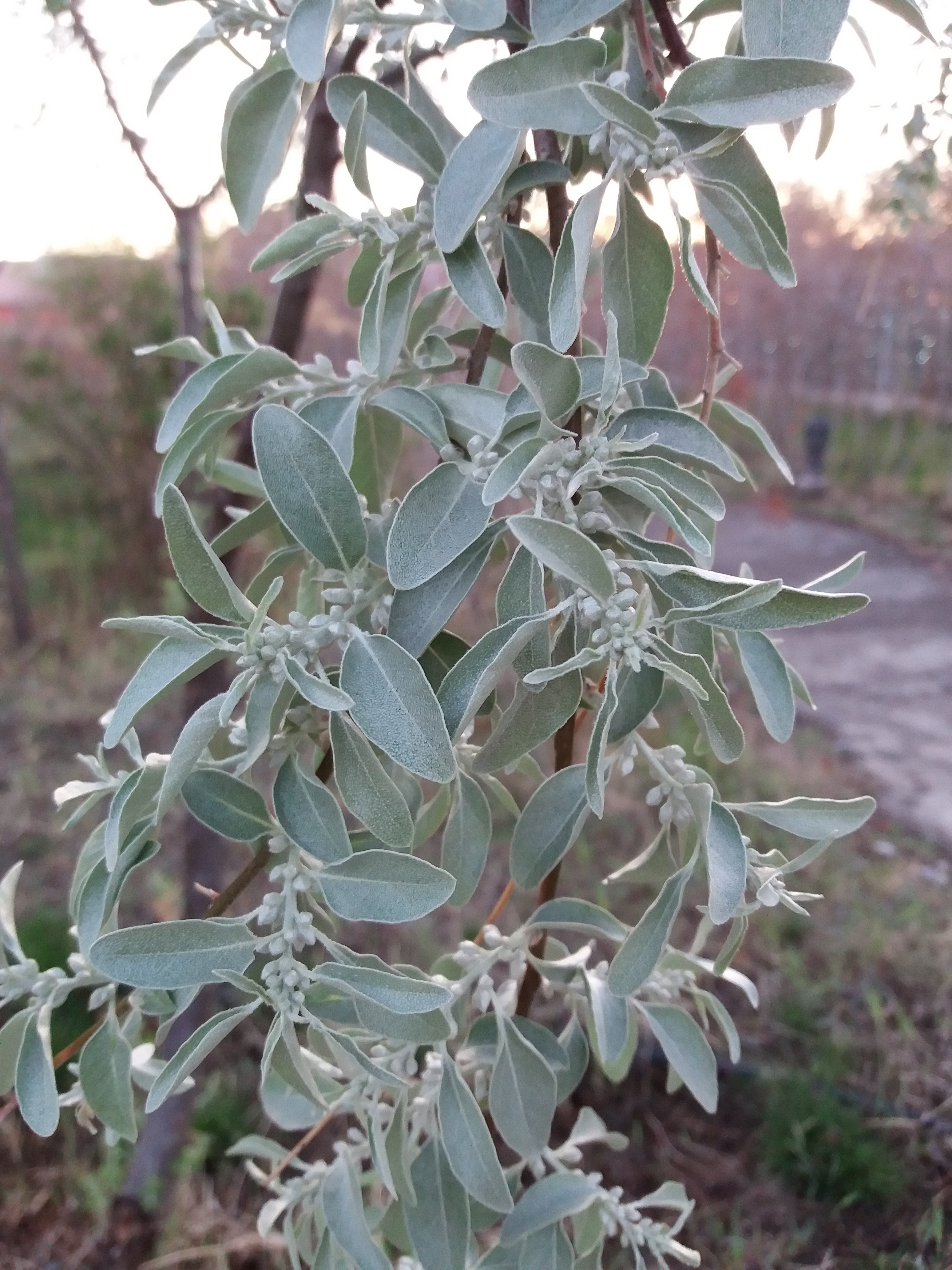
新疆沙枣树枝叶

沙枣为落叶乔木或小灌木，老枝呈栗褐色，一般具有棘刺，幼枝常被银白色的鳞片。
披针形的叶子，两面都有银白色鳞片，背面比较密；夏季开出芳香的银白色小花，1－3朵生于小枝下部叶腋；长椭圆形果实，成熟时为栗褐色，也密被有银白色鳞片。

## 分布
分布于中国北部地区，地中海沿岸，俄罗斯、印度也有生长。一般生长于沙漠地区，也有栽培。

## 外部連結
- 沙棗 Shazao （页面存档备份，存于） 藥用植物圖像數據庫 (香港浸會大學中醫藥學院) （繁體中文）（英文）